# انید (آریزونا)
انید (به انگلیسی: Enid) یک منطقهٔ مسکونی در ایالات متحده آمریکا است که در آریزونا واقع شده‌است. انید ۳۹۴ متر بالاتر از سطح دریا واقع شده‌است.